# Bridgeport (Wirginia Zachodnia)
Bridgeport – miasto w Stanach Zjednoczonych, w stanie Wirginia Zachodnia, w hrabstwie Harrison.